# باشگاه فوتبال اشتورم گراتس
باشگاه فوتبال اشتورم گراتس (به آلمانی: SK Sturm Graz) یک باشگاه فوتبال در شهر گراتس، اتریش است.
این باشگاه در سال ۱۹۰۹ میلای تأسیس شده است و سابقه ۳ قهرمانی در بوندس‌لیگا اتریش و ۴ قهرمانی در جام حذفی فوتبال اتریش را دارد.

## افتخارات
- بوندس‌لیگا اتریش
- قهرمان (۳): ۱۹۹۸، ۱۹۹۹، ۲۰۱۱
- نایب قهرمان (۵): ۱۹۸۱، ۱۹۹۵، ۱۹۹۶، ۲۰۰۰، ۲۰۰۲
- جام حذفی فوتبال اتریش
- قهرمان (۴): ۱۹۹۶، ۱۹۹۷، ۱۹۹۹، ۲۰۱۰
- نایب قهرمان (۴): ۱۹۴۸، ۱۹۷۵، ۱۹۹۸، ۲۰۰۲
- سوپر جام فوتبال اتریش
- قهرمان (۳): ۱۹۹۶، ۱۹۹۸، ۱۹۹۹
- نایب قهرمان (۲): ۱۹۹۷، ۲۰۰۲

## بازیکنان ایرانی
- مهرداد میناوند
- مهدی پاشازاده